# Eurytoma
Eurytoma Illiger, 1807, è il genere più rappresentativo della famiglia degli Euritomidi (Hymenoptera: Chalcidoidea). Comprende specie parassitoidi o secondariamente  fitofaghe.

## Descrizione
Gli Eurytoma hanno in generale un corpo di colore nerastro. Il capo molto largo e antenne composte da 5 articoli nel funicolo e nella clava. I tergiti del torace hanno sculture punteggiate o alveolate, i notauli sono completi. Le ali anteriori hanno la vena submarginale molto più lunga delle altre, mentre vena marginale, postmarginale e stigmale sono brevi e pressoché della stessa lunghezza. Il quarto tergite del gastro è più sviluppato degli altri.

## Biologia
La maggior parte degli Eurytoma sono parassitoidi solitari ed ectofagi associati a Coleotteri, Lepidotteri, Ditteri, Imenotteri e Rincoti. Diverse specie si comportano anche come iperparassiti associati a Imenotteri Ichneumonoidea.
Alcuni Eurytoma, associati a Imenotteri galligeni, si comportano come fitofagi facoltativi, con regime alimentare che muta nel corso dello sviluppo ontogenetico: la larva è prima fitofaga e commensale del Cinipide, poi diventa parassitoide, oppure diventa fitofaga dopo aver compiuto lo sviluppo iniziale a spese del cinipide.
Altre specie manifestano comportamenti meno usuali fra gli Euritomini, come il superparassitismo, il cleptoparassitismo, l'endoparassitismo.

## Tassonomia
Il genere è il più ricco fra gli Euritomidi, con circa 700 specie , pari a circa la metà delle specie dell'intera famiglia.